# Ramón Trigo
Ramón Trigo és una localitat de l'Uruguai, ubicada al nord-oest del departament de Cerro Largo. Té una població aproximada de 1.960 habitants, segons les dades del cens del 1996.
Es troba a 113 metres sobre el nivell del mar.